# قرار مجلس الأمن التابع للأمم المتحدة رقم 1007
قرار مجلس الأمن التابع للأمم المتحدة رقم 1007، اتخذ بالإجماع في 31 تموز / يوليو 1995، بعد الإشارة إلى القرارات 841 (1993)، 861 (1993)، 862 (1993)، 867 (1993)، 873 (1993)، 875 (1993)، 905 (1994)، 917 (1994)، 933 (1994)، 940 (1994)، 944 (1994)، 948 (1994)، 964 (1994) و 975 (1995)، ناقش المجلس العملية الانتخابية ومدد ولاية بعثة الأمم المتحدة في هايتي لمدة سبعة أشهر أخرى.
ودعم مجلس الأمن دور بعثة الأمم المتحدة في هايتي في مساعدة حكومة هايتي على تهيئة بيئة آمنة ومستقرة في البلد. كان من الضروري إجراء انتخابات رئاسية حرة ونزيهة. وأشيد بالجهود التي تبذلها بعثة الأمم المتحدة في هايتي لإنشاء قوة شرطة، بينما يراقب المجلس ولاية البعثة ككل عن كثب.
وقد تم توجيه الشكر لبعثة الأمم المتحدة في هايتي والبعثة المدنية الدولية على مساهماتهما خلال الانتخابات التشريعية في 25 حزيران / يونيو 1995، بالرغم من وجود قلق بالغ بشأن المخالفات في إجراء الجولة الأولى من الانتخابات. بالإضافة إلى ذلك، تم الترحيب بجهود الرئيس جان برتراند أريستيد لتعزيز المصالحة الوطنية وتم التأكيد على أهمية وجود قوة شرطة وطنية تعمل بكامل طاقتها.
وبتمديد ولاية بعثة الأمم المتحدة في هايتي لمدة سبعة أشهر، أعرب المجلس عن أمله في أن تكون هناك حكومة منتخبة حديثا ويمكن إنهاء البعثة. ودُعيت البلدان والمؤسسات الدولية إلى مواصلة دعم هايتي، بينما طُلب من الأمين العام بطرس بطرس غالي أن يقدم تقريرا إلى المجلس في منتصف فترة ولاية بعثة الأمم المتحدة في هايتي.

## روابط خارجية
- نص القرار في undocs.org